# Bruno Benetti
Bruno Benetti (Bolzano, 5 luglio 1938 – Bolzano, 10 ottobre 2010) è stato un calciatore italiano, di ruolo ala.
Era fratello del più celebre Romeo.
È morto nel 2010 all'età di 72 anni.

## Carriera
In carriera ha totalizzato complessivamente 10 presenze e 2 reti in Serie A con le maglie di Fiorentina e Messina.
Nel 1960-1961 con la Fiorentina vinse una Coppa Italia e una Coppa delle Coppe.
Ha totalizzato 17 presenze in Serie B con il Messina, squadra con la quale ha ottenuto la promozione in massima serie nella stagione 1962-1963.

## Palmarès

### Giocatore

#### Competizioni nazionali
- Coppa Italia: 1

Fiorentina: 1960-1961
- Serie B: 1

Messina: 1962-1963

#### Competizioni internazionali
- Coppa delle Coppe: 1

Fiorentina: 1960-1961